# Баумгартен, Николай Карлович
Николай Карлович Баумгартен (нем. Nikolai von Baumgarten; 9 (21) февраля 1809 — 19 июня (1 июля) 1886) — русский генерал от кавалерии, участник русско-турецкой войны 1828—1829 гг. и подавления польских восстаний 1830—1831 и 1863—1864 гг., директор Александровского кадетского корпуса.

## Биография
Родился 9 (21) февраля 1809 года в Эстляндской губернии. Его отец Карл Евстафьевич Баумгартен (нем. Karl Wilhelm von Baumgarten; 1768—1849) — двоюродный брат Карла Ивановича Баумгартена — сначала состоял в военной службе, но впоследствии, в чине подполковника, перешёл в гражданскую. В семье, кроме Николая, было ещё восемь детей; от первого брака — Мария (1800—1862), замужем за К. И. Арсеньевым; от второго брака, с  Елизаветой Розеншильд-Паулин (1793—1850), после Николая: Фёдор (Фридрих-Вольдемар; 1812 — после 1861?); Лев (Leopold Gustav; 1813 — после 1854?), подполковник; Каролина-Наталья (1813—?); Александр (1818—?); Елизавета (1822—?); София-Фредерика (1824—?), в замужестве Фельдман; Константин-Николай (1828—?).
Первоначально обучался в Благородном пансионе, с 1820 года — в Царскосельском лицее, по окончании которого в 1826 году поступил в Лейб-гвардии егерский полк.
В 1828 году он был на театре военных действий против Турции и особенно отличился при осаде крепости Варны, а во время следования императора Николая I из Одессы в действительную армию находился в конвое Его Величества.
Во время восстания в Царстве Польском в 1831 г. Баумгартен действовал со своими войсками в возмутившемся крае, участвовал во многих стычках с мятежными войсками: 4 мая при местечке Порембах (за что получил орден Св. Анны 4-й степени с надписью «за храбрость»); 7 мая — при Кусково; 11 мая — недалеко от Тыкуцына, 13 мая — при селении Якада, 14-го — при Остроленке, за что удостоился Высочайшего благоволения и ордена Анны 3-й степени с мечами и бантом; 3 августа — при селе Тополове; и 25—26 августа под Варшавой; и — во взятии предместья Воли, где был контужен в ногу; получил орден Св. Владимира 4-й степени с мечами и бантом.
В 1844 году был переведён, по собственному желанию, подполковником в кирасирский полк.
В 1845 году произведён в чин полковника; 12 января 1846 года получил орден Св. Георгия 4-й степени за беспорочную выслугу 25 лет в офицерских чинах (№ 7434 по списку Григоровича — Степанова).
В декабре 1848 года Баумгартен был назначен командиром кирасирского Принца Альберта Прусского полка; 30 марта 1854 года произведён в генерал-майоры. Во время Крымской войны находился в корпусе, охранявшем границы со стороны Австрии.
В 1858 году он был управляющим Московской комиссариатской комиссии, но в следующем году он оставил эту должность, к которой не чувствовал расположения, и вскоре был назначен в Москву директором Александровского кадетского корпуса, где в то время происходили большие беспорядки. По инициативе Баумгартена в начале 1860 года этот кадетский корпус был переведён в Вильну.
Во время восстания в Северо-Западном крае, Баумгартен, по поручению генерал-губернатор М. Н. Муравьёва, принимал участие в усмирении края.
В 1863 году он состоял сначала помощником командующего 17-й дивизией, а через год командующим 23-й пехотной дивизией в Финляндии.
В 1865 году Баумгартен произведён в генерал-лейтенанты и в 1866 году назначен начальником 16-й пехотной дивизии. По домашним обстоятельствам и по расстроенному здоровью он вскоре перешёл в запас, а через 14 лет был произведён в генералы от кавалерии с увольнением в отставку.
По выходе в отставку жил в собственном доме в Санкт-Петербурге, а умер 19 июня (1 июля) 1886 года в своем имении Перевозном, Уфимской губернии. Погребен в Санкт-Петербурге, в Новодевичьем монастыре.

## Семья
С 6 апреля 1837 года был женат на Луизе Леонтьевне Штраух (27.08.1820—19.06.1903). У них было девять детей (один умер младенцем):
- Александрина-Тереза (09.12.1840—?)
- Николай-Александр (12.11.1842—1862)
- Елизавета (20.09.1848—?), с 1 июня 1869 года замужем за статским советником Брюммером
- Альберта-Тереза-Паулина (10.01.1851 (1852?) — 02.05.1881), жена полковника Андрея Крыжановского[7]
- Леонтий (30.06.1853—22.03.1931), генерал от кавалерии
- Тереза-Елизавета (06.10.1856—?), с 14 апреля 1881 года замужем за К. А. Вольским.
- Елизавета-Генриетта-Мария-Наталья-София (23.09.1858—19.06.1890), в замужестве Грипенберг
- Александр (1861—?)